# Бабенков, Владимир Васильевич
Владимир Васильевич Бабенков (1929—1998) — советский и российский железнодорожник, машинист электровоза депо Инской станции (1953—1997), лауреат Государственной премии СССР (1983). 

## Биография
Родился в 1929 году. С 1953 года работал в локомотивном депо Инской станции.
В 1981 году с подачи Бабенкова коллектив депо взял на себя повышенные социальные обязательства под лозунгом «Обеспечить прирост перевозок на сэкономленной электроэнергии». Инициативу железнодорожника целиком одобрили машинисты Локтев, Инютин, а также поездные диспетчера Бабкин, Худякова и Ерёмин.
Реализация его плана заключалась в изменении работы поездов за счёт пересмотра режимных карт, применении рекуперативного торможения, поддержке постоянной связи с поездным диспетчером и тщательном контроле за обстановкой на железной дороге.
Заслуга Бабенкова состояла в привлечении к работе по сбережению электроэнергии для поездной тяги сотрудников всех служб (в особенности поездных диспетчеров), связанных с организацией железнодорожного движения. В результате на дороге началось комплексное соревнование по рациональному расходу электричества.
Благодаря этим преобразованиям экономия электроэнергии за 1981 год составила 40,3 тысяч кВт ч, возврат в контактную сеть — 60,2 тысяч кВт ч.
Похоронен на Инском кладбище Новосибирска (квартал 1).

## Награды
Ордена Ленина и «Знак Почёта», медаль Ветеран труда, знак «Почётному железнодорожнику».
В 1983 году Бабенкову присвоена Государственная премия СССР, которая затем была передана машинистом в Фонд Мира.